# 馬德魯加
22°54′59″N 81°51′26″W / 22.91639°N 81.85722°W

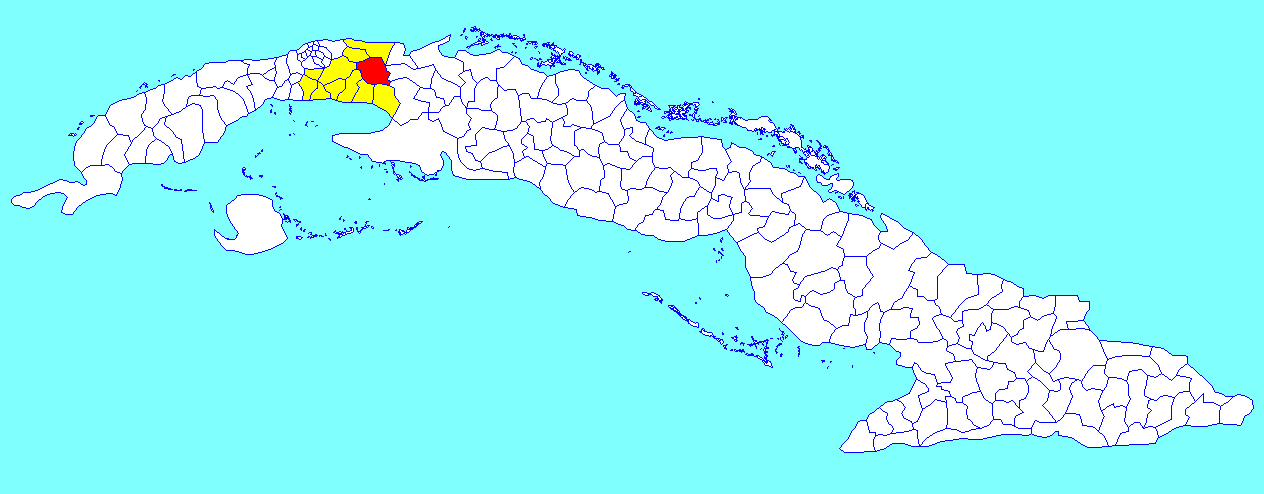

馬德魯加（西班牙語：Madruga），是古巴的城鎮，位於該國西部，由瑪雅貝克省負責管轄，始建於1803年，面積464平方公里，海拔高度175米，2004年人口普查數為30,640人，人口密度每平方公里66.0人。